# 왜솜다리
왜솜다리(학명: Leontopodium japonicum)는 국화과의 고산 식물이다.

## 특징
여러해살이 식물로, 주로 동아시아 지역에서 서식한다. 대한민국에서는 소백산의 고산 지대에서 서식하는 것으로 알려져 있다. 보통 키가 22 cm에서 55 cm까지 자라며, 7~8월 사이에 개화한다.